# J-Kwon
Jerrell Jones, född 28 mars 1986, bättre känd vid sitt artistnamn, J-Kwon, är en rappare från St. Louis, Missouri, USA. Han dök upp på musikscenen under 2004 med hitsingeln "Tipsy".

## Diskografi

### Album
- 2004: Hood Hop
- 2009: Hood Hop 2
- 2009: Hood Hop 2.5

### Mixtapes
- 2006: Here to Stay
- 2007: The Power of the Mic

### Singlar
- 2004: Tipsy
- 2004: You & Me (feat. Sadiyyah)
- 2004: Hood Hop
- 2005: Fresh Azimiz (Bow Wow feat. J-Kwon & Jermaine Dupri)
- 2005: Get XXX'd (feat. Petey Pablo och Ebony Eyes)
- 2008: Boo Boo (Holdin Me Down)
- 2009: Fly
- 2009: Louie Bounce (I Smacked Nikki) (feat. Geno Green)

## Fotnoter
1. ↑  Gemeinsame Normdatei, läst: 24 juni 2015.[källa från Wikidata]